# 刘怀慎
劉懷慎（364年—424年），彭城人，東晉至南朝宋軍事人物。劉懷肅之弟。任參鎮軍將軍事、振威將軍、彭城內史。跟隨劉裕討伐南燕和盧循，加封輔國將軍。義熙八年（412年），以輔國將軍身份兼任監北徐州諸軍事，鎮守彭城。不久任徐州刺史。九年（413年），討平王靈秀。十一年（415年），任北中郎將，受封南城縣男，食邑五百戶。十三年（417年），劉裕北伐後秦，劉懷慎留守都城建康，任中領軍、征虜將軍，因在府中殺人，遭到免官。劉裕受封宋公後，劉懷慎任宋國五兵尚書，仍督江北淮南諸軍、前將軍、南青州刺史。又轉任度支尚書，加封散騎常侍。元熙元年（419年），宋王劉裕遷都壽春，劉懷慎督北徐兗青淮北諸軍事、中軍將軍、徐州刺史。因有逃亡者進入廣陵城，劉懷慎降號征虜將軍。永初元年（420年），劉懷慎進爵為侯，進號平北將軍。又轉任五兵尚書，加散騎常侍，光祿大夫。景平元年（423年），升為護軍將軍，繼續兼任散騎常侍。二年（424年）去世，享年六十一歲。朝廷追贈撫軍，諡號為肅侯。

## 延伸阅读
[在维基数据编辑]
 《宋書·卷45》，出自沈约《宋书》